# Lekanesphaera bocqueti
Lekanesphaera bocqueti là một loài chân đều trong họ Sphaeromatidae. Loài này được Daguerre de Hureaux, Hoestlandt & Lejuez miêu tả khoa học năm 1961.